# واجهة العصب المحيطي
واجهة العصب المحيطي هي الجسر الذي يربط بين الجهاز العصبي الطرفي وواجهة الكمبيوتر والتي تعمل كمحول معلومات ثنائي الاتجاه يسجل ويرسل الإشارات بين جسم الإنسان ومعالج الآلة. عادة ما تأخذ الواجهات مع الجهاز العصبي شكل أقطاب كهربائية للتحفيز والتسجيل، على الرغم من إمكانية التحفيز الكيميائي والاستشعار. يركز البحث في هذا المجال على تطوير واجهات الأعصاب الطرفية لاستعادة الوظيفة بعد المرض أو الإصابة لتقليل الخسائر المصاحبة. وتسمح واجهات الأعصاب الطرفية أيضًا بالتحفيز الكهربائي وتسجيل الجهاز العصبي المحيطي لدراسة شكل ووظيفة الجهاز العصبي المحيطي. على سبيل المثال، أثبتت الدراسات الحديثة على الحيوانات دقة عالية في تتبع المقاييس الفسيولوجية ذات المعنى، مثل زاوية المفصل. يركز العديد من الباحثين أيضًا على مجال الأطراف العصبية الاصطناعية، حيث يربطون الجهاز العصبي البشري بالتقنيات الحيوية من أجل محاكاة التحكم الحسي الحركي الطبيعي والوظيفة. يعتمد نجاح عملية زرع واجهات الأعصاب الطرفية على عدد من العوامل التي تتضمن الإشارة المناسبة، والاختبارات الجراحية، والتخطيط المتباين، والتدريب الوظيفي. عادة ما يتم زرع أجهزة الميكروإلكترود بالقرب من جذع العصب أو حوله أو داخله لإنشاء اتصال مع الجهاز العصبي المحيطي. يمكن استخدام طرق مختلفة اعتمادًا على نوع الإشارة المطلوبة والقابلة للتحقيق.

## وظيفته
الغرض الأساسي من الواجهة العصبية هو تمكين تبادل المعلومات في الاتجاهين مع الجهاز العصبي لفترة زمنية مستدامة لتمكين التحفيز والتسجيل الفعال والعالي الكثافة. الجهاز العصبي المحيطي (PNS) هو المسؤول عن نقل المعلومات من الدماغ والحبل الشوكي إلى أطراف الجسم والظهر. وظيفة واجهة الأعصاب الطرفية هي مساعدة الجهاز العصبي عندما يتم المساس بوظيفة الأعصاب الطرفية. ولتكملة أدوار الجهاز العصبي، تحتاج الواجهات إلى تعزيز الوظيفة الحركية بالإضافة إلى تمييز المعلومات الحسية. لقد تم إثبات جدوى تحفيز الأعصاب الطرفية لتحقيق الناتج الحركي المطلوب وهو أحد القوى الدافعة الرئيسية لهذا المجال من البحث. يتم تبادل المعلومات في جميع أنحاء الجهاز العصبي بشكل أساسي من خلال إمكانات الفعل. تحدث هذه الإشارات بأعداد وفترات زمنية مختلفة تعتمد على التركيب العصبي التشريحي والكيميائي العصبي للفرد والمنطقة الموضعية. يمكن تقديم المعلومات أو قراءتها عن طريق تحفيز أو استعادة إمكانات الفعل من الجسم. إن التطوير والتنفيذ الناجح لواجهة الأعصاب الطرفية من شأنه أن يسمح بإدخال المعلومات إلى الجهاز العصبي، واستخراج المعلومات من الجهاز العصبي.

## مشاكله وقيوده
تعتبر المشاكل والقيود في توصيل الأعصاب الطرفية ذات طبيعة بيوفيزيائية وبيولوجية. وتشمل هذه التحديات ما يلي:
- دقة الواجهة من حيث الدقة الوظيفية
- إشارات كهربائية ضعيفة نسبيًا ومليئة بالضوضاء مما يسبب قيودًا صعبة في تصميم الواجهة
- إصابة مرتبطة بزراعة الواجهة للألياف العصبية محل الاهتمام
- استقرار الواجهة مع مرور الوقت بسبب الالتهاب
- إدارة العواقب غير المقصودة مثل الألم أو التحفيز الحسي/الحركي الكاذب بسبب الحركة الجسدية أو تحفيز النشاط العصبي المرتبط بالالتهاب

## استخدامه
تُستخدم واجهات الأعصاب الطرفية لتعديل الألم، واستعادة الوظيفة الحركية بعد إصابة الحبل الشوكي أو السكتة الدماغية، وعلاج الصرع عن طريق التحفيز الكهربائي للعصب المبهم، وتحفيز العصب [الإنجليزية] للتحكم في التبول، وتحفيز العصب القذالي للصداع النصفي المزمن والتفاعل مع الأطراف الاصطناعية العصبية.

## أنواعه
لقد تم البحث عن مجموعة واسعة من تصميمات الأقطاب الكهربائية واختبارها وتصنيعها. تقع هذه الأقطاب الكهربائية على طيف متفاوت في درجات التوغل. يسعى البحث في هذا المجال إلى معالجة القضايا التي تتمحور حول تلف الأعصاب/الأنسجة الطرفية، والوصول إلى الإشارات الصادرة والواردة، والتسجيل/التحفيز الانتقائي للأنسجة العصبية. من الناحية المثالية، يتم تصميم واجهات الأعصاب الطرفية بشكل مثالي للتفاعل مع القيود البيولوجية للألياف العصبية الطرفية، ومطابقة الخصائص الميكانيكية والكهربائية للأنسجة المحيطة، ومتوافقة حيوياً مع الحد الأدنى من الاستجابة المناعية، ودقة استشعار عالية، وهي قليلة التوغل، ومستقرة بشكل مزمن مع نسبة إشارة إلى ضوضاء منخفضة. يتم تسجيل الإشارات الأقوى من عقد رانفييه. يمكن تقسيم واجهات الأعصاب الطرفية إلى فئات خارج العصبية وداخل الحزم.

#### واجهة القطب الكهربائي فوق العصبي
يتم تصنيع الأقطاب الكهربائية فوق العصبية على شكل شرائط طولية تحمل موقعين اتصال أو أكثر للتفاعل مع الأعصاب الطرفية. يتم وضع هذه الأقطاب الكهربائية على العصب ويتم تثبيتها بالخياطة على الغشاء العصبي. تتطلب عملية الخياطة جراحة دقيقة ويمكن أن تتمزق من العصب إذا تسببت الحركة المفرطة في حدوث توتر. وبما أن القطب الكهربائي مخيط في الغشاء العصبي، فمن غير المحتمل أن يتسبب في تلف جذع العصب.

#### واجهة القطب الحلزونية
يتم وضع أقطاب كهربائية حلزونية الشكل بالقرب من العصب وهي مصنوعة من شريط بلاتيني مرن بتصميم حلزوني. يسمح هذا التصميم للقطب الكهربائي بالتوافق مع حجم وشكل العصب في محاولة لتقليل الصدمات الميكانيكية. يؤدي التصميم الهيكلي إلى انخفاض الانتقائية. تُستخدم الأقطاب الكهربائية الحلزونية حاليًا لتحفيز العصب المبهم من خلال تحفيز العصب المبهم للتحكم في الصرع المستعصي، وانقطاع النفس النومي، وعلاج المتلازمات الاكتئابية.

#### واجهة القطب الكهربائي للكتاب
يتكون قطب الكتاب من كتلة مطاطية سيليكونية ذات فتحات. تحتوي كل فتحة على ثلاث رقائق من البلاتين تعمل كأقطاب كهربائية وأقطاب أنود وكاثود واحد. يتم وضع جذور الأعصاب الشوكية في هذه الفتحات ثم يتم تغطية الفتحات بغطاء مصنوع من السيليكون وتثبيتها بغراء السيليكون. يستخدم هذا القطب في الغالب لمقاطعة الدوائر الانعكاسية للجذور العجزية الظهرية والتحكم في وظيفة المثانة. لا تزال أقطاب الكتب تعتبر ضخمة جدًا.